# The Horn Music Award 頒獎禮
The Horn Music Award 頒獎禮由香港《Hypersonic Lab》舉辦，為表揚基督教音樂人的付出與努力，推動過去一年的基督教音樂優秀作品讓更多人認識。第一屆頒獎禮於2020年在網上舉行，第二屆頒獎禮則於九龍灣國際展貿中心Music Zone舉行，同步網上直播。

## 2020年 (第一屆)
- 最佳編曲：履海 EDM ver. (原始和聲 Raw Harmony x Passion for Worship)
- 最佳填詞：璀煙 (HeArtz)
- 最佳作曲：逾越 (原始和聲 Raw Harmony x Worship Nations)
- 最佳製作：十架之路 (Renma Music)
- 最受歡迎詩歌第一位：榮雨降下 (Milk&Honey Worship x Flow Church 流堂)
- 最受歡迎詩歌第二位：逾越 (原始和聲 Raw Harmony)
- 最受歡迎詩歌第三位：呼喊 (Milk&Honey Worship)
- 最佳經典詩歌：全因為你

## 2021年-2022年 (第二屆)
- 年度MV：一根刺 (Flow Church 流堂)
- 年度填詞：亞伯拉罕的謊言 (伙石間)
- 年度作曲：沉 (HKACM 香港基督徒音樂事工協會)
- 年度翻譯歌曲：祝福 The Blessing (Happy News Church 禧訊教會)
- 年度編曲：Dawn Is Near (Flow Church 流堂)
- 年度現場敬拜：保守我心 (原始和聲 Raw Harmony)
- 我最喜愛歌曲第一位：保守我心 (原始和聲 Raw Harmony)
- 我最喜愛歌曲第二位：憂傷痛悔的靈 (Milk&Honey Worship)
- 我最喜愛歌曲第三位：願 (Kings & Priests)
- 年度音樂單位：原始和聲 Raw Harmony
- 年度歌曲：願 (Kings & Priests)

## 外部連結
- The Horn Music Award 官方網站 （页面存档备份，存于）